# Ian Stewart (lekkoatleta)
Ian Stewart (ur. 15 stycznia 1949 w Handsworth) – szkocki lekkoatleta, długodystansowiec, medalista olimpijski, mistrz Europy i mistrz igrzysk Brytyjskiej Wspólnoty Narodów.

## Kariera sportowa
Na igrzyskach Brytyjskiej Wspólnoty Narodów i mistrzostwach w biegach przełajowych reprezentował Szkocję, a na pozostałych dużych imprezach międzynarodowych Wielką Brytanię.
Zwyciężył w biegu na 3000 metrów, wyprzedzając Javiera Álvareza z Hiszpanii i Wernera Girke z Republiki Federalnej Niemiec na europejskich igrzyskach halowych w 1969 w Belgradzie.
Zdobył złoty medal w biegu na 5000 metrów na mistrzostwach Europy w 1969 w Atenach, przez Raszydem Szarafietdinowem ze Związku Radzieckiego i swym kolegą z reprezentacji Wielkiej Brytanii Alanem Blinstonem. Na igrzyskach Brytyjskiej Wspólnoty Narodów w 1970 w Edynburgu zwyciężył w biegu na 5000 metrów, wyprzedzając innego Szkota Iana McCafferty’ego i Kipchoge Keino z Kenii. Ustanowił wówczas rekord Europy czasem 13:22,85. Zajął 9. miejsce w biegu przełajowym  na międzynarodowych mistrzostwach w biegach przełajowych 1971 w San Sebastián oraz zdobył brązowy medal na międzynarodowych mistrzostwach w biegach przełajowych 1972 w Cambridge.
Zdobył brązowy medal w biegu na 5000 metrów na letnich igrzyskach olimpijskich w 1972 w Monachium, przegrywając jedynie z Lasse Virénem z Finlandii i Mohammedem Gammoudim z Tunezji. Na igrzyskach Brytyjskiej Wspólnoty Narodów w 1974 w Christchurch zajął 5. miejsce w biegu na 5000 metrów i 6. miejsce w biegu na 10 000 metrów.
Zwyciężył w biegu na 3000 metrów, przed Pekką Päivärintą z Finlandii i Borisem Kuzniecowem z ZSRR na halowych mistrzostwach Europy w 1975 w Katowicach. Zdobył złoty medal na mistrzostwach świata w biegach przełajowych w 1975 w Rabacie. Zajął 7. miejsce w biegu na 5000 metrów na  letnich igrzyskach olimpijskich w 1976 w Montrealu.
Był mistrzem Wielkiej Brytanii (AAA) w biegu na 5000 metrów w 1969, wicemistrzem na tym dystansie w 1973 w oraz brązowym medalistą w biegu na 3 mile w 1968 i w biegu na 5000 metrów w 1972, a także halowym mistrzem AAA w biegu na 3000 metrów w 1972, 1973 i 1975 oraz brązowym medalistą w tej konkurencji w 1968 i 1969. Był również mistrzem Szkocji w biegu na 5000 metrów w 1970.
Oprócz wspomnianego wyżej rekordu Europy w biegu na 5000  metrów Stewart był również rekordzistą Wielkiej Brytanii w biegu na 1500 metrów z rezultatem 3:39,0, uzyskanym 1 września 1969 w Londynie.
Pozostałe rekordy życiowe Stewarta:
- bieg na milę – 3:57,3 (11 czerwca 1969], Reading)
- bieg na 2000 metrów – 5:02,98 (4 lipca 1975, Londyn)
- bieg na 3000 metrów – 7:46,83 (26 maja 1976, Londyn)
- bieg na mile – 8:22,0 (14 sierpnia 1972, Sztokholm)
- bieg na 10 000 metrów – 27:43,03 (9 września 1976, Londyn)

Został odznaczony Orderem Imperium Brytyjskiego.

## Rodzina
Jego starszy brat Peter i młodsza siostra Mary Stewart również byli znanymi lekkoatletami, halowymi mistrzami Europy.